# Hans-Jürgen Mattusch
Max Hans-Jürgen Mattusch (* 1931 in Merseburg) ist ein deutscher Slawist und Interlinguist mit enger Bindung zur Allgemeinen Sprachwissenschaft.

## Leben
Nachdem Mattusch seine eigentlichen Studienwünsche, wie Pharmazie und/oder Wirtschaftsrecht und außereuropäische Sprachen, in der damaligen Sowjetischen Besatzungszone bzw. der DDR verwehrt worden waren (er wurde wegen seiner "bürgerlichen" Herkunft und "Westverwandtschaft" diskriminiert), studierte er von 1949 bis 1950 an der Fremdsprachenschule (Bachschule) in Leipzig Russisch und von 1950 bis 1954 an der Friedrich-Schiller-Universität Jena Slawistik, Pädagogik, Psychologie und Philosophie, zeitweise auch Sinologie und Geographie.
Mattusch promovierte 1970 mit der Arbeit "Phraseologie und spezialfremdsprachliche Hochschulausbildung - dargestellt an nominalen festgeprägten Fachwortverbindungen ausgewählter Kapitel der russischsprachigen humanmedizinischen Fachliteratur" an der Martin-Luther-Universität Halle-Wittenberg. 1981 habilitierte er dort mit "Fachsprachen und kommunikativ-funktionale Sprachbetrachtung - dargestellt an der Aufforderungsmodalität in naturwissenschaftlichen Fachsprachen des Russischen". Beides ging einher mit einer verstärkten Zuwendung zur Allgemeinen Sprachwissenschaft und zur Interlinguistik sowie zu außereuropäischen Sprachen. Die Staatssicherheitsbehörden der DDR verhinderten seine weitere wissenschaftliche und berufliche Karriere und bedrohten seine Familie, einer seiner Söhne wurde im Zusammenhang mit seinem Ausreiseantrag durch die Staatssicherheitsorgane verhaftet, für die Eltern drohte Berufsverbot. Erst nach der Wende wurde Mattusch als Dozent für Angewandte Sprachwissenschaft berufen, für eine weitere berufliche und wissenschaftliche Karriere war er aber auf Grund der vorausgegangenen Stasiblockade nicht mehr jung genug.
Nach einem Schulpraktikum in Bad Langensalza und einer ehrenamtlichen redaktionellen Tätigkeit im Universitätsfunk Jena arbeitete Mattusch als Fremdsprachenlehrer und Sprachwissenschaftler an der Technischen Universität Dresden (1954–55), an der Bergakademie Freiberg (1955–56), im Niemeyer Verlag in Halle an der Saale (1956–59) und an der Martin-Luther-Universität Halle-Wittenberg (1959–96). Gleichzeitig wirkte er an der Moskauer Linguistischen Universität als Deutschlektor (1960–61), an der Lomonossow-Universität Moskau (1974, 1978 - sprachliche Weiterbildung und Studienarbeit in russischen wissenschaftlichen Bibliotheken), an der Universität Sofia (1975), an der Baschkirischen Staatlichen Universität in Ufa (1977, 1981), an den Medizinischen Hochschulen Ufa und Sofia und als Reiseleiter in Russland und Bulgarien.
Mattusch unterrichtete Studenten der unterschiedlichsten Fachrichtungen, wie Mediziner, Pharmazeuten, Chemiker, Physiker, Mathematiker, Wirtschafts- und Agrarwissenschaftler, hielt für Philologen Spezialseminare zu Fachsprachen und für Hörer aller Fakultäten Vorlesungen zur globalen Sprachenproblematik, gab Seminare und Vorlesungen zu sprachwissenschaftlichen Fragestellungen im In- und Ausland (so in Moskau, Ufa und Sofia), erarbeitete fachsprachliche Lehrmaterialien und forschte auf sprachwissenschaftlichem Gebiet. Seine Forschungsschwerpunkte waren Fachsprachen und ihr Verhältnis zur Allgemeinsprache, ihre Lehrbarmachung durch funktionale Betrachtungsweisen, außerdem Plansprachen und die globale Sprachenproblematik.
Mattusch publizierte neben den nachfolgend angeführten Werken über 100 Aufsätze und Rezensionen und hielt zahlreiche wissenschaftliche Vorträge im In- und Ausland. Er war Mitbegründer des Halleschen interdisziplinären Forschungskreises „Kommunikativ-funktionale Sprachbetrachtung und Fremdsprachenunterricht“. Er organisierte und leitete eine Reihe von nationalen und internationalen sprachwissenschaftlichen Tagungen und Veranstaltungen, gehörte unterschiedlichen wissenschaftlichen Gremien an, betreute zahlreiche Diplomanden und Doktoranden und war von 1984 bis 1990 Leiter des Wissenschaftsbereiches Slawische Sprachen des Institutes für Fremdsprachen der Martin-Luther-Universität Halle-Wittenberg. Ab 1989 wirkte er mehrere Jahre im Vorstand der Gesellschaft für Interlinguistik / Berlin und erarbeitete zusammen mit Fiedler aus Leipzig einen Grundkurs Esperanto für Studenten. Im Rentenalter erforschte er gemeinsam mit seiner Frau die Geschichte der Esperanto-Bewegung von Düsseldorf und publizierte Bücher zu sprachwissenschaftlich-interlinguistischen Fragestellungen sowie eine umfangreiche Biographie seines Lebens.
Seit 1996 wohnt Mattusch mit seiner Frau in Düsseldorf. Er ist seit über 60 Jahren verheiratet und hat drei Kinder.

## Schriften
- mit E. Mattusch: Die Regeln der russischen Orthographie und Interpunktion. (aus dem Russischen übertragen). Halle 1959.
- Konzeption für einen Leitfaden zur funktional-semantischen Beschreibung von russischen Fachsprachen der Natur- und Gesellschaftswissenschaften. Halle 1984.
- Beiträge zu einer funktional-semantischen Grammatik für die fachbezogene Russischausbildung. Halle 1988, 1989, 1992, 1993.
- mit S. Fiedler: Grundkurs Esperanto. Teil 1 und 2. Halle 1990.
- Vielsprachigkeit: Fluch oder Segen für die Menschheit? Zu Fragen einer europäischen und globalen Fremdsprachenpolitik. Frankfurt am Main / Berlin / Bern / New York / Paris / Wien 1999, ISBN 3-631-30587-7.
- mit E. Mattusch: Esperanto - ein Ausweg aus Babylon? 95 Jahre Esperanto in Düsseldorf. Düsseldorf 2002, ISBN 3-89906-339-2.
- Unsere Sprachenwelt und ihre Zukunft. BoD, Düsseldorf 2012, ISBN 978-3-8482-1869-1.
- Ist Esperanto noch aktuell? Ein Essay über ein kontrovers diskutiertes sprachliches Projekt. BoD, Düsseldorf 2019, ISBN 978-3-7494-0854-2.